# سیکیخور
سیکیخور (Siquijor) یکی از استان‌های کشور فیلیپین است. این استان بخشی از جزیرهٔ ویسایا به‌شمار می‌رود.
مرکز این استان شهر سیکیخور است. جمعیت آن حدود هشتاد و یک هزار نفر است. مساحت این استان سیصد و چهل و سه کیلومتر مربع است.